# Finnische Squash-Meisterschaften
Die finnischen Squash-Meisterschaften sind ein Wettbewerb zur Ermittlung des nationalen Meistertitels im Squash in Finnland. Ausrichter ist der Suomen Squashliitto.
Seit 1970 werden die Meisterschaften bei den Herren bei den Damen jährlich ausgetragen. Rekordhalter sind Olli Tuominen bei den Herren mit 18 Titeln sowie Tuula Myllyniemi bei den Damen mit 20 Titeln.

## Finnische Meister
Die Nummern in Klammern hinter den Namen geben die Anzahl der gewonnenen Meisterschaften wieder. Folgende Spieler konnten die Meisterschaft gewinnen:
| Jahr | Herren              | Damen                 |
| ---- | ------------------- | --------------------- |
| 1970 | Poku Salo           | Annika Swanljung      |
| 1971 | Poku Salo (2)       | Eija Jones            |
| 1972 | Poku Salo (3)       | Eija Jones (2)        |
| 1973 | Kale Leskinen       | Eija Jones (3)        |
| 1974 | Harri Bucht         | Eija Jones (4)        |
| 1975 | Harri Bucht (2)     | Eija Jones (5)        |
| 1976 | Kale Leskinen (2)   | Eija Jones (6)        |
| 1977 | Kale Leskinen (3)   | Nina Mohell           |
| 1978 | Poku Salo (4)       | Nina Mohell (2)       |
| 1979 | Kale Leskinen (4)   | Marisanna Saari       |
| 1980 | Harri Bucht (3)     | Katja Sauerwald       |
| 1981 | Kale Leskinen (5)   | Katja Sauerwald (2)   |
| 1982 | Markku Sainio       | Katja Sauerwald (3)   |
| 1983 | Kale Leskinen (6)   | Tuula Myllyniemi      |
| 1984 | Markku Sainio (2)   | Katja Sauerwald (4)   |
| 1985 | Kale Leskinen (7)   | Tuula Myllyniemi (2)  |
| 1986 | Matti Saarela       | Tuula Myllyniemi (3)  |
| 1987 | Sami Elopuro        | Tuula Myllyniemi (4)  |
| 1988 | Sami Elopuro (2)    | Tuula Myllyniemi (5)  |
| 1989 | Sami Elopuro (3)    | Tuula Myllyniemi (6)  |
| 1990 | Sami Elopuro (4)    | Tuula Myllyniemi (7)  |
| 1991 | Sami Elopuro (5)    | Tuula Myllyniemi (8)  |
| 1992 | Sami Elopuro (6)    | Tuula Myllyniemi (9)  |
| 1993 | Sami Elopuro (7)    | Tuula Myllyniemi (10) |
| 1994 | Juha Raumolin       | Tuula Myllyniemi (11) |
| 1995 | Sami Elopuro (8)    | Tuula Myllyniemi (12) |
| 1996 | Juha Raumolin (2)   | Tuula Myllyniemi (13) |
| 1997 | Ville Sistonen      | Tuula Myllyniemi (14) |
| 1998 | Olle Poutiainen     | Tuula Myllyniemi (15) |
| 1999 | Mika Monto          | Tuula Myllyniemi (16) |
| 2000 | Olli Tuominen       | Tuula Myllyniemi (17) |
| 2001 | Olli Tuominen (2)   | Lotta Vuorela         |
| 2002 | Olli Tuominen (3)   | Tuula Myllyniemi (18) |
| 2003 | Olli Tuominen (4)   | Lotta Vuorela (2)     |
| 2004 | Olli Tuominen (5)   | Lotta Vuorela (3)     |
| 2005 | Olli Tuominen (6)   | Lotta Vuorela (4)     |
| 2006 | Olli Tuominen (7)   | Lotta Vuorela (5)     |
| 2007 | Olli Tuominen (8)   | Jutta Tuunanen        |
| 2008 | Olli Tuominen (9)   | Tuula Minetti 1 (19)  |
| 2009 | Olli Tuominen (10)  | Tuula Minetti (20)    |
| 2010 | Olli Tuominen (11)  | Elina Kononen         |
| 2011 | Olli Tuominen (12)  | Saara Valtola         |
| 2012 | Olli Tuominen (13)  | Emilia Soini          |
| 2013 | Olli Tuominen (14)  | Elina Kononen (2)     |
| 2014 | Olli Tuominen (15)  | Elina Kononen (3)     |
| 2015 | Henrik Mustonen     | Elina Kononen (4)     |
| 2016 | Olli Tuominen (16)  | Emilia Soini (2)      |
| 2017 | Olli Tuominen (17)  | Emilia Soini (3)      |
| 2018 | Jami Äijänen        | Emilia Korhonen       |
| 2019 | Miko Äijänen        | Emilia Soini (4)      |
| 2020 | Olli Tuominen (18)  | Emilia Soini (5)      |
| 2021 | Miko Äijänen (2)    | Emilia Soini (6)      |
| 2022 | Mahesh Mangaonkar   | Emilia Soini (7)      |
| 2023 | Jami Äijänen (2)    | Emilia Soini (8)      |
| 2024 | Henrik Mustonen (2) | Emilia Soini (9)      |

 1 Tuula Myllyniemi trat nach ihrer Heirat unter ihrem neuen Namen Tuula Minetti an.